# Heinrich Gottfried Engelbrecht
Heinrich Gottfried Engelbrecht (* Oktober 1745; † 18. Oktober 1806 bei Kröllwitz) war ein preußischer Oberst und Ritter des Ordens Pour le Mérite.

## Leben

### Familie
Engelbrecht entstammte der weitverzweigten Familie Engelbrecht. Seine Eltern waren der preußische Major Julius Christoph Engelbrecht (1694–1784) und Margarethe Sophia von der Marwitz († 1792).
Er selbst vermählte sich 1781 in Köslin mit Barbara Magdalena von Below (1743–1814).

### Laufbahn
Engelbrecht trat in die Preußische Armee ein und stand 1760 zunächst im Infanterieregiment „von Brünneck“. Er avancierte am 28. Mai 1763 zum Fähnrich und wechselte zum Infanterieregiment „von Manteuffel“. Engelbrecht stieg am 8. Mai 1763 zum Sekondeleutnant, am 31. Juli 1778 zum Premierleutnant, am 2. Juli 1786 zum Stabskapitän, am 22. November 1787 zum Hauptmann und am 7. Juli 1793 zum Major auf. Als solcher wurde Engelbrecht am 12. Oktober 1798 zum Regimentskommandeur ernannt. Anlässlich der Revue zu Mockerau erhielt er am 2. Juni 1800 den Orden Pour le Mérite. Er avancierte am 15. Juni 1806 zum Oberstleutnant und erreichte schließlich am 15. Juni 1804 den Rang eines Obersts.
Im Vierten Koalitionskrieg erlag Engelbrecht nach Verwundung im Gefecht bei Kröllwitz in der Nacht zum 18. Oktober 1806 seinen Verletzungen. Er starb, ohne Nachkommen zu hinterlassen.